# Farnborough Hall
Farnborough Hall est une maison de campagne située dans le Warwickshire, en Angleterre, près de la ville de Banbury. Il s'agit d'un bâtiment classé Grade I .
La famille Holbech acquiert le domaine de Farnborough en 1684 et la maison en pierre de couleur miel (Hornton) est construite peu après. La famille emménage pour la première fois dans la maison en 1692, et en dehors de la Première et de la Seconde Guerre mondiale lorsque la maison est utilisée comme hôpital auxiliaire, la famille vit dans la maison principale et elle reste le siège de la famille Holbech.

## Histoire
William Holbech achète le domaine en 1684 et construit la maison, mais les principaux changements apportés à la propriété se sont produits entre 1745 et 1750 lorsque la façade d'entrée est remodelée et que les plâtres rococo sont ajoutés à l'intérieur. Ce travail est réalisé par William Holbech (fils de William Holbech qui a acheté le domaine) qui souhaite un cadre approprié pour la sculpture et l'art qu'il a ramené de son Grand Tour d'Italie, en particulier de Venise. Son ami proche est le peintre Canaletto qui est chargé de produire quatre œuvres d'art (en deux commandes) à accrocher dans la salle à manger principale.Pannini sont également commandés par William Holbech. Il utilise les dessins de son ami proche Sanderson Miller pour le paysage, un architecte, qui vit à quelques kilomètres de là. Le bon ami de Sanderson Miller est un homme peu connu à l'époque mais qui a ensuite conçu la plupart des grands paysages qui existent encore aujourd'hui, sous le nom de Capability Brown. De longues façades palladiennes avec des fenêtres à guillotine, des portes à fronton et une ligne de toit à balustrade sont également ajoutées à la façade ouest classique antérieure.
Contrairement à beaucoup de ses contemporains, Farnborough Hall et ses jardins paysagers ont subi peu de modifications au cours des 200 dernières années et ils restent en grande partie tels que William Holbech les a laissés. La maison est décrite par les historiens comme une maison de campagne "petite mais exquise" avec les bustes romains originaux et les plâtres étant exemplaires, mais avec l'attraction principale pour les visiteurs étant le paysage et les jardins de Sanderson Miller, notamment la roseraie et l'orangerie (démolie depuis) qui est conçue par Henry Hakewill au début du XIXe siècle dans le cadre d'un vaste remodelage des jardins à l'époque.
L'entrée s'ouvre directement sur le hall à l'italienne. Les murs sont ornés de bustes d'empereurs romains placés dans des niches ovales et le plafond lambrissé est stuqué de motifs rococo. La salle à manger de la façade sud est spécialement conçue pour présenter des œuvres de Canaletto et de Giovanni Paolo Panini. Le salon présenté des panneaux de stuc élaborés représentant des volutes, des coquillages, des fruits et des fleurs ; ceux-ci servent de cadre à d'autres œuvres d'art italiennes. Une guirlande de fruits et de fleurs en stuc entoure la lucarne au-dessus du hall d'escalier.

## Jardins
Au milieu du XVIIIe siècle, les jardins sont considérablement améliorés par l'architecte Sanderson Miller pour un effet spectaculaire. Le terrain au sud de la salle principale est en pente descendante pour donner une vue sur le lac en contrebas. À gauche de la maison, une promenade en terrasse herbeuse est flanquée d'arbres avec d'excellentes vues au nord sur la plaine du Warwickshire. La terrasse passe devant deux temples, un temple ionique et le pavillon ovale, qui a deux étages et des plâtres élaborés, jusqu'à un obélisque à la fin de la promenade. L'obélisque est achevé en 1751 (reconstruit en 1828 après qu'il s'est effondré en 1823) et contient le nom d'un prisonnier de guerre italien qui est inscrit sur la base pendant la Seconde Guerre mondiale .

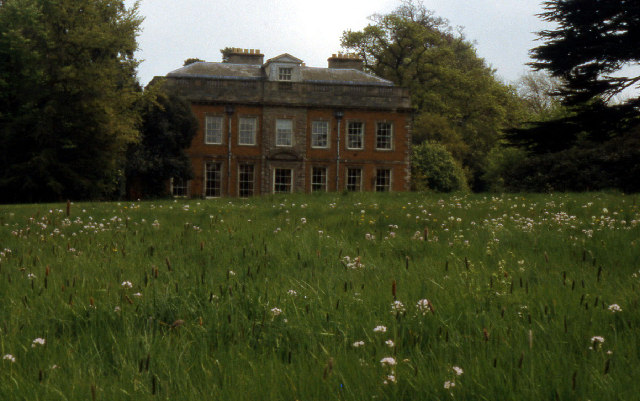
Côté ouest
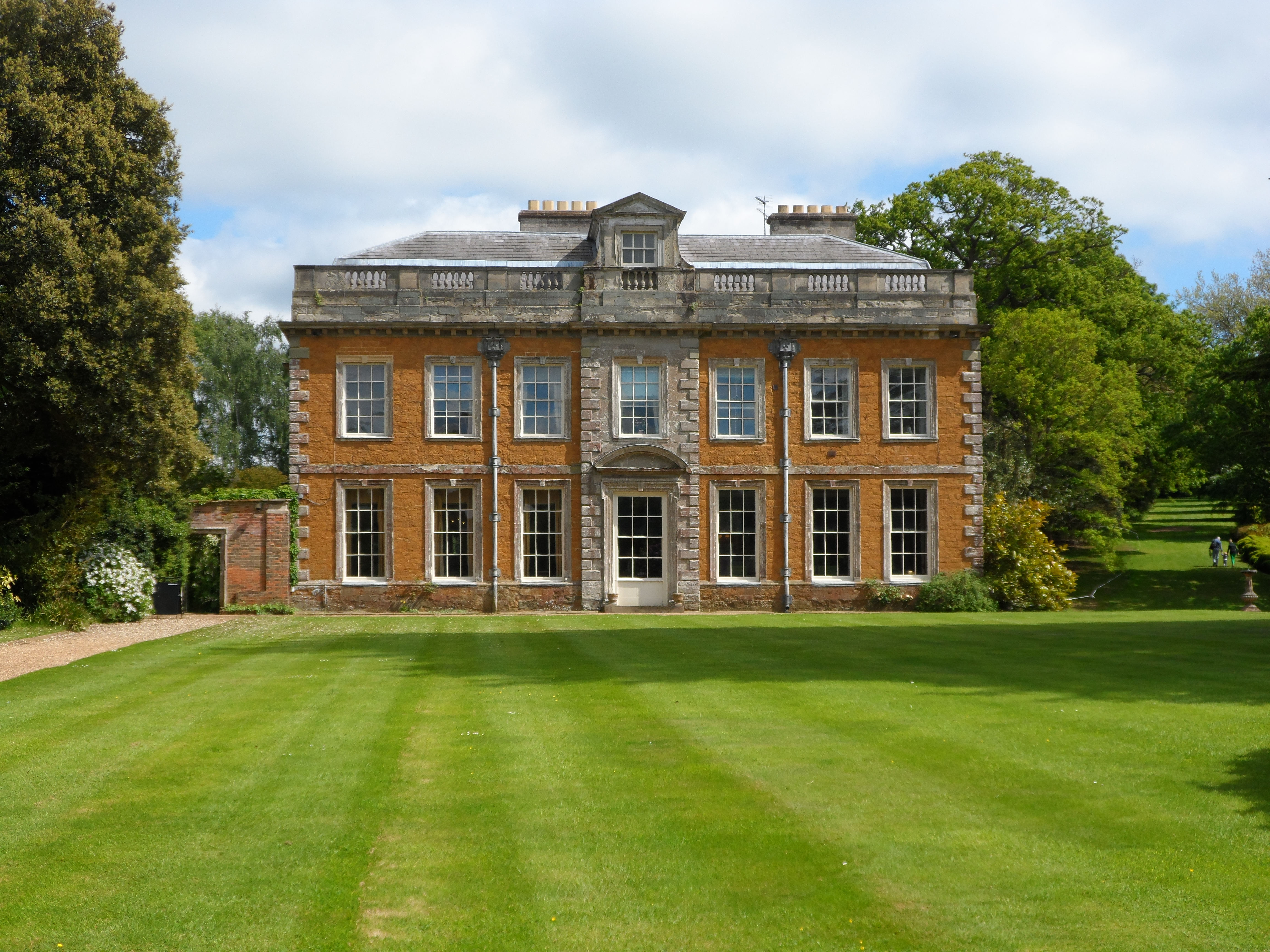
Côté ouest
côté sud

### Promenade en terrasse

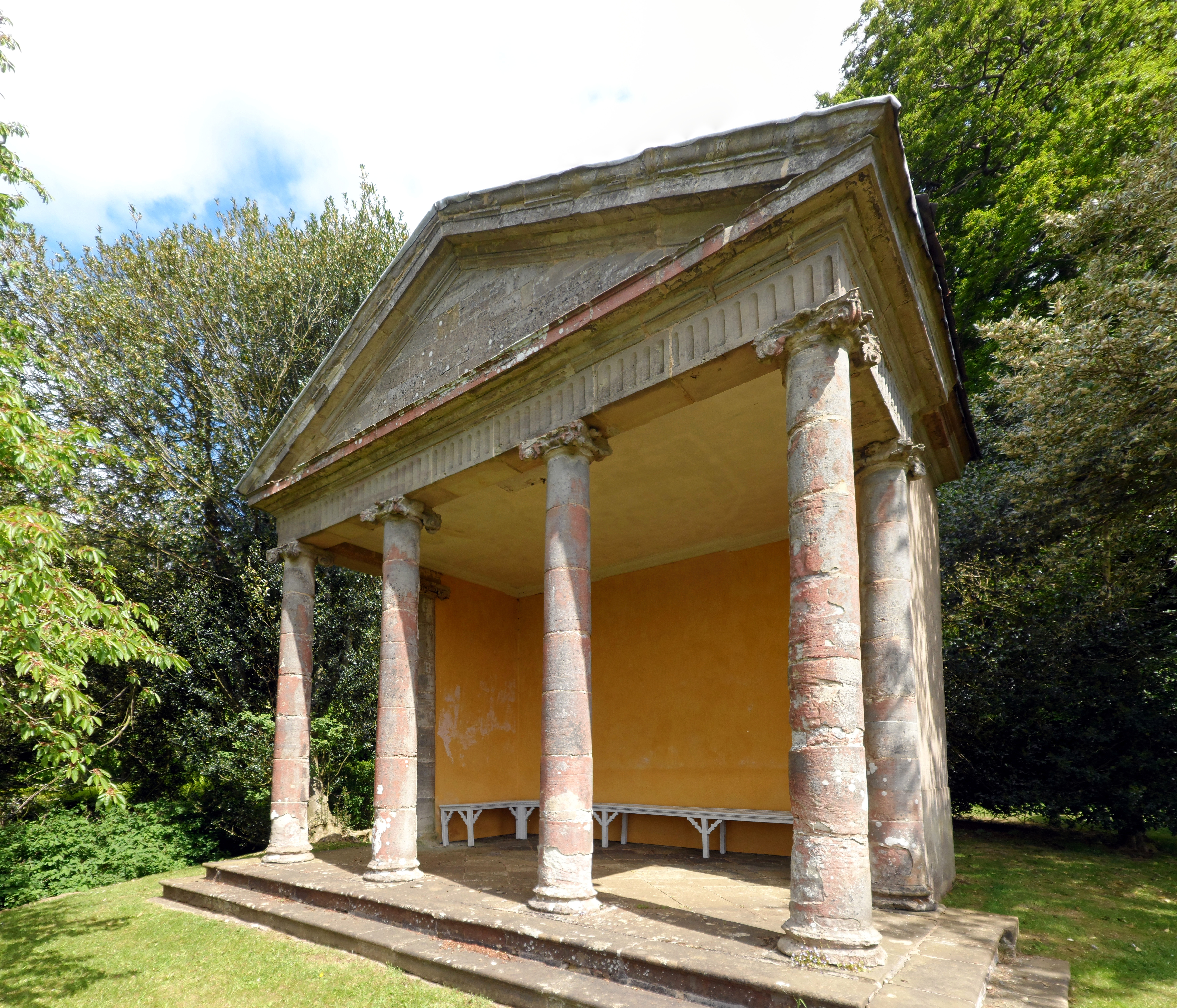
Temple ionique
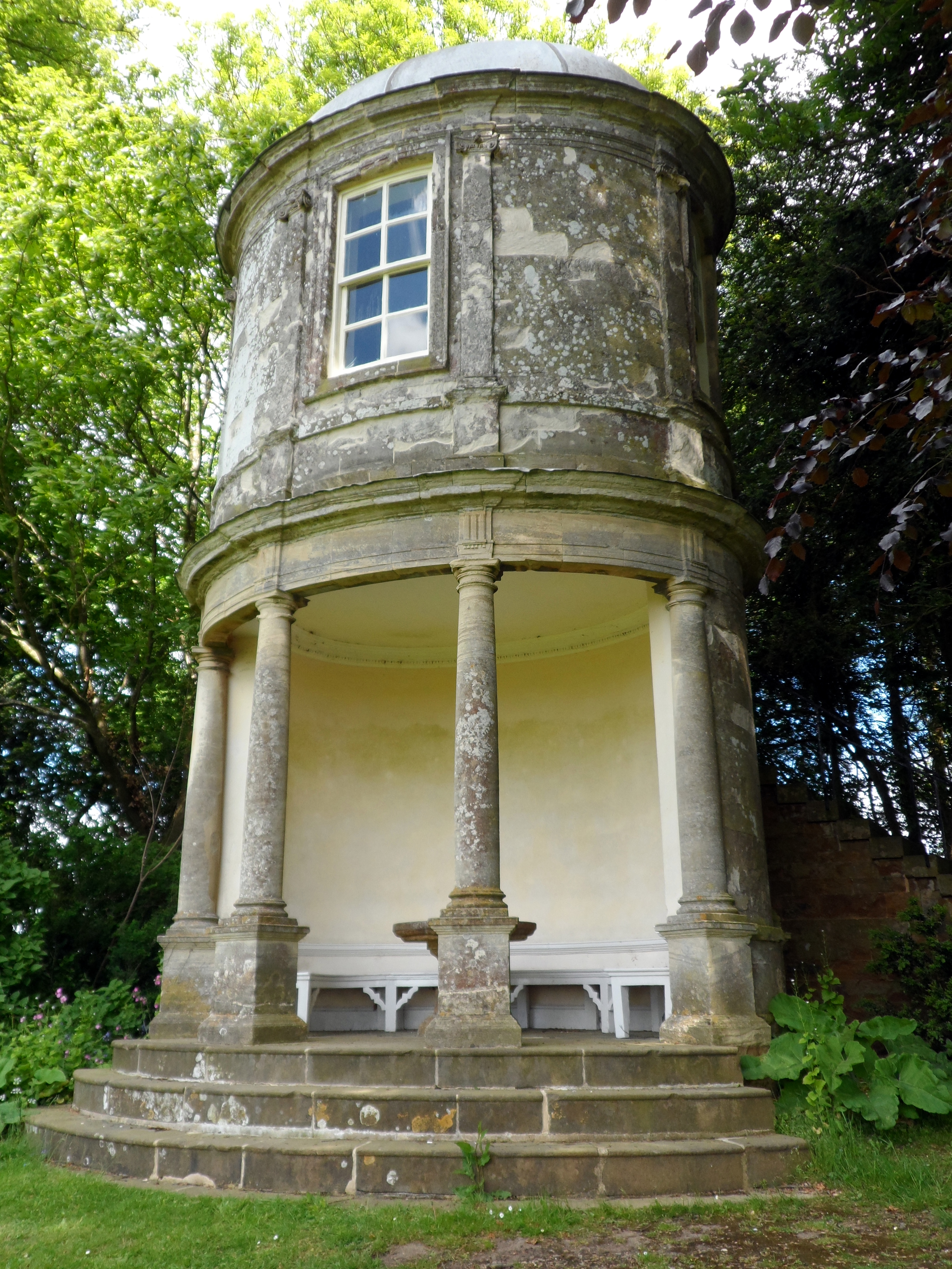
Pavillon ovale
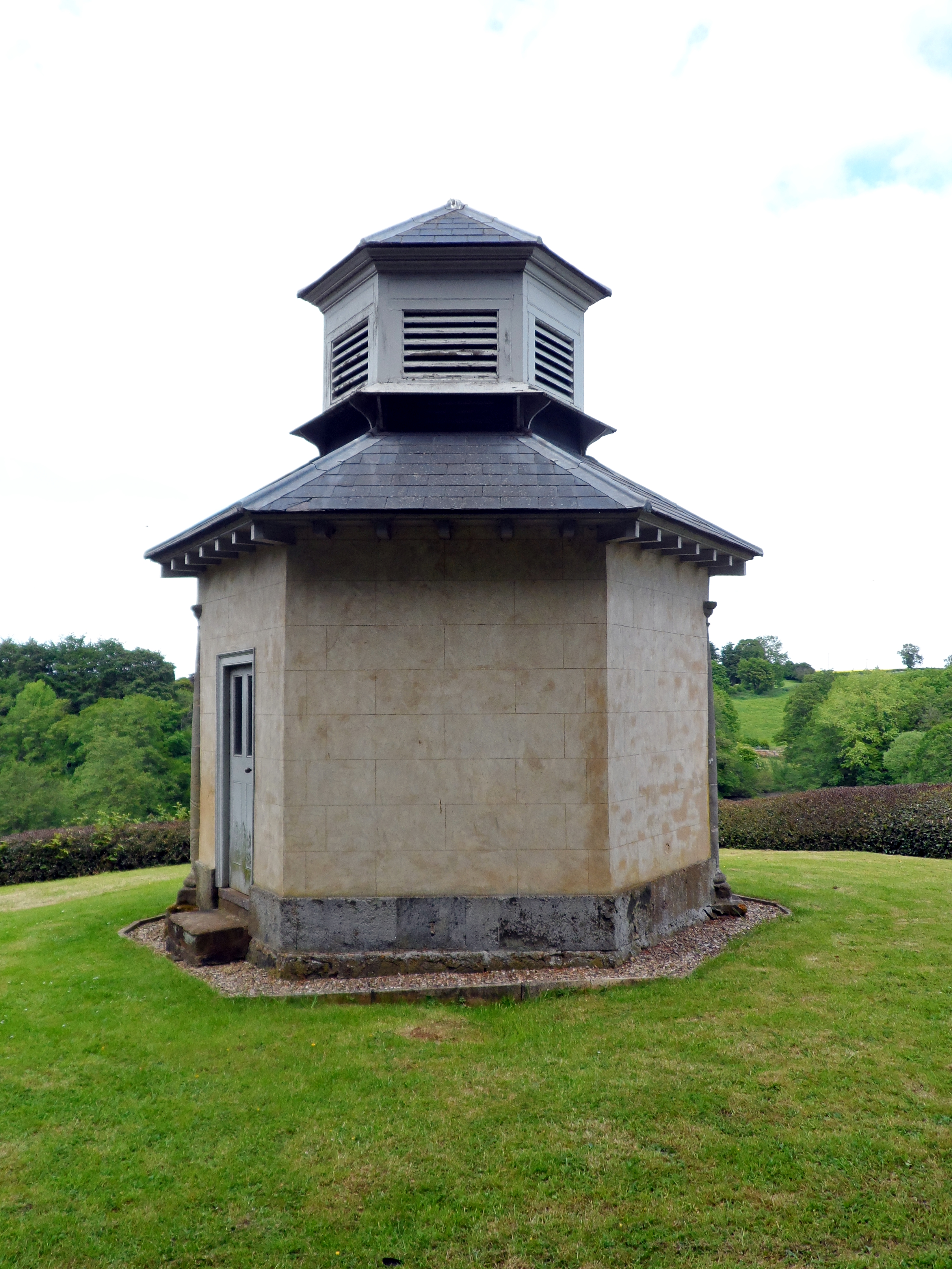
garde-manger
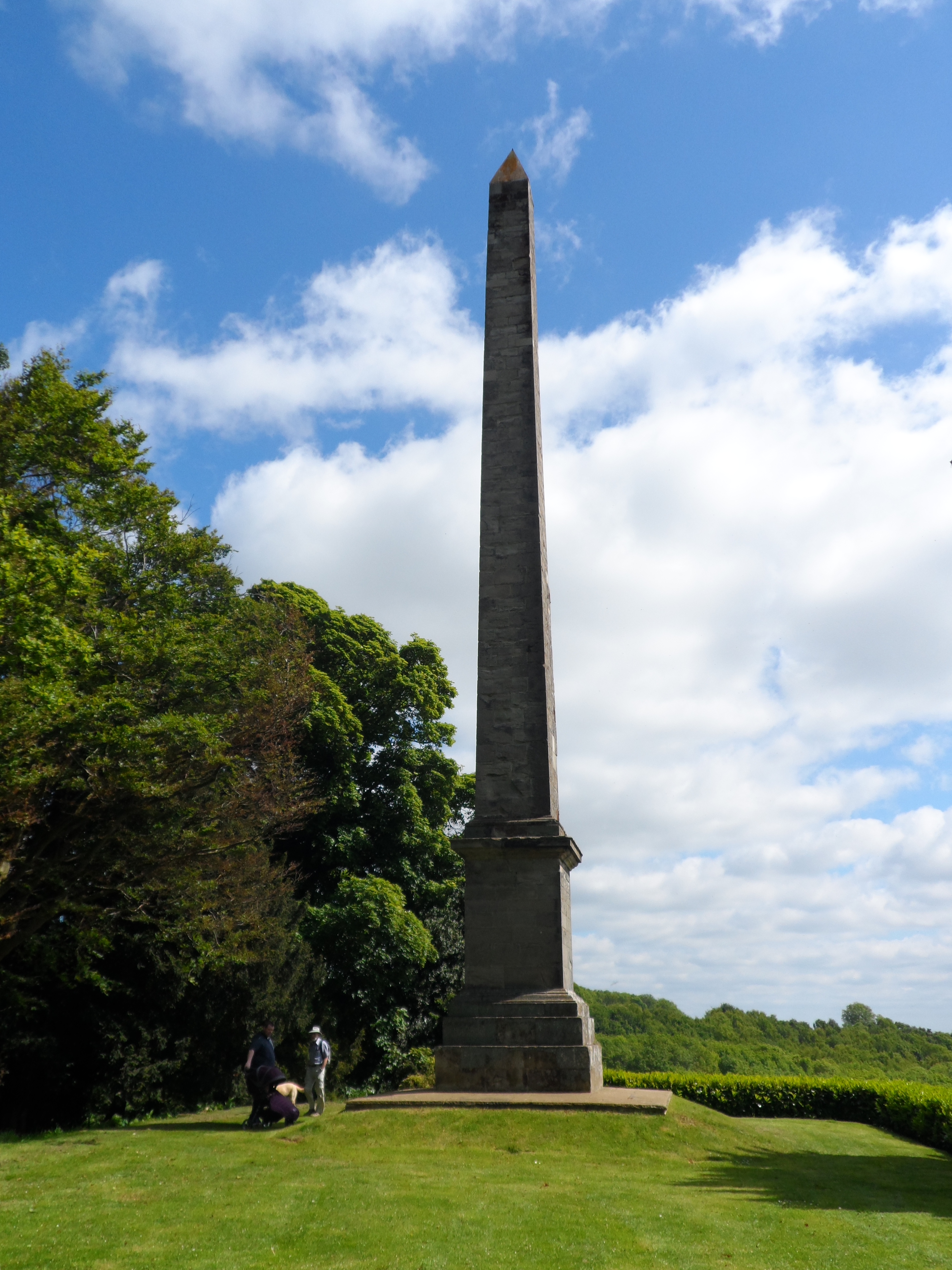
Obélisque

### Roseraie

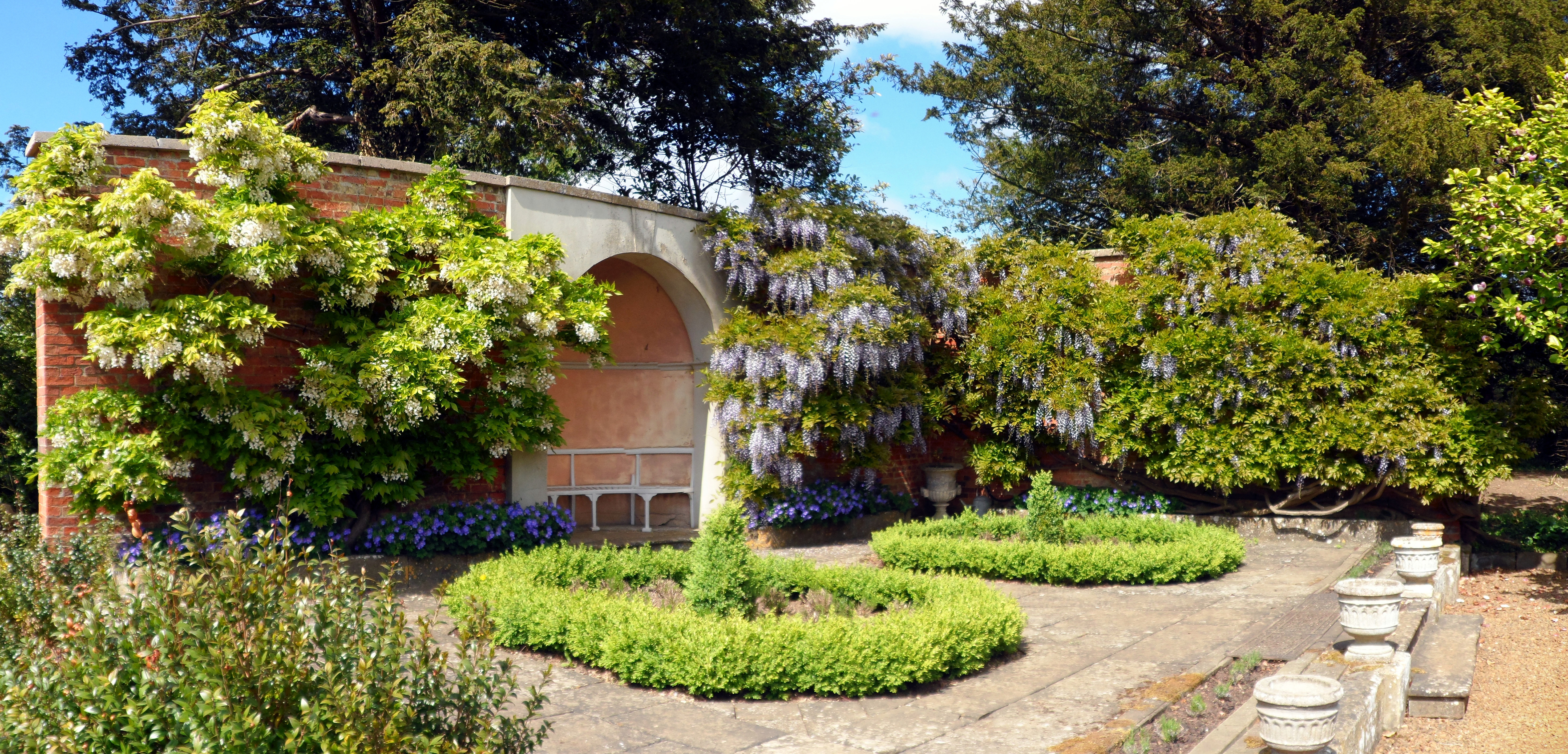
Roseraie
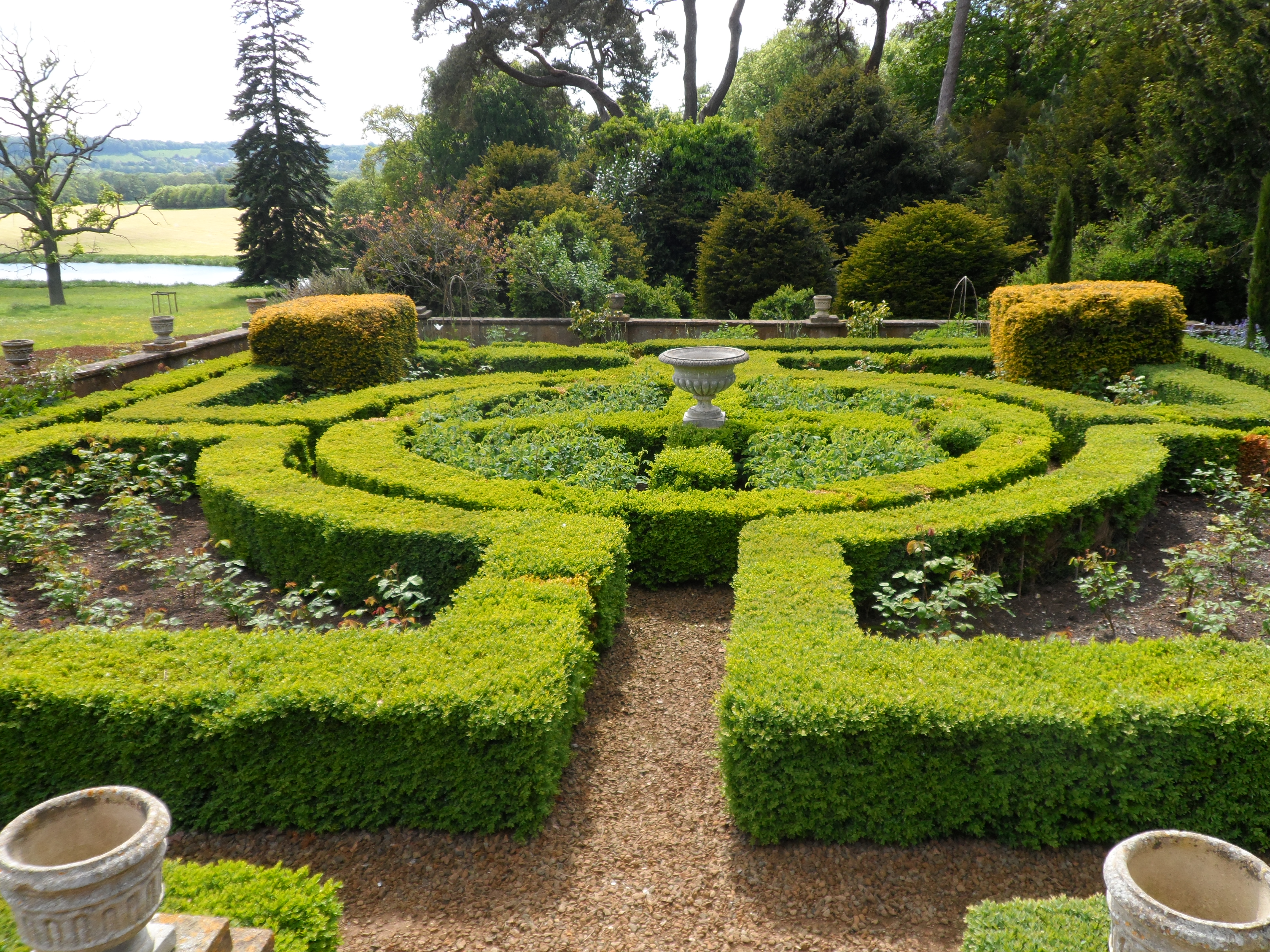
Roseraie